# مریم بوز
مریم بوز (انگلیسی: Meryem Boz؛ زادهٔ ۳ فوریهٔ ۱۹۸۸) بازیکن والیبال اهل ترکیه است. او در پست آبشارزن قدرتی و در باشگاه والیبال زنان فنرباغچه بازی می‌کند.